# Џорџ Гершвин
Џорџ Гершвин (енгл. George Gershwin; Њујорк, 26. септембар 1898 — Лос Анђелес, 11. јул 1937) је био амерички композитор. Рођен је као Јакоб Гершовиц (енгл. Jacob Gershowitz) у Бруклину у породици руских емиграната јеврејског порекла, као друго од четворо деце. Већину својих вокалних и сценских дела Џорџ је написао у сарадњи са својим старијим братом, текстописцем Ајром Гершвином. Гершвин је компоновао и за бродвејску сцену и за класичне концертне хале. Такође је са успехом компоновао и популарне мелодије.
Најпознатији је по начину на који је у класичну музику унео елементе популарне музике, црначких духовних песама и блуза (опера „Порги и Бес“, симфонијска фантазија „Американац у Паризу“, „Рапсодија у плавом“, „Меланхонична рапсодија“).
Његова прерана смрт наступила је као последица тумора мозга 1937. године.

## Биографија

### Преци
Гершвин је био украјинско-јеврејског порекла. Његов деда, Јаков Гершовиц, рођен је у Одеси (савремена Украјина) и 25 година је служио као механичар у Царској руској војсци да би стекао право на слободно путовање и боравак као Јеврејин, да би се коначно пензионисао у близини Санкт Петербурга. Његов син тинејџер Мојше, Џорџов отац, радио је као секач коже за женске ципеле. Његова мајка, Роза Брускина, рођена је у Санкт Петербургу, Русија. Мојше је упознао Розу у Виљнусу где је њен отац радио као крзнар. Она и њена породица преселили су се у Њујорк због све већег антијеврејског расположења у Русији, променивши своје име у Роуз. Мојше, суочен са обавезним служењем војног рока ако остане у Русији, преселио се у Америку чим је могао да приушти. Једном у Њујорку, променио је своје име у Морис. Гершовиц је живео са ујаком по мајци у Бруклину, радећи као пословођа у фабрици женске обуће. Оженио се Роуз 21. јула 1895. године, а Гершовиц је убрзо англизовао своје име у Гершвајн. Њихово прво дете, Ајра Гершвин, рођено је 6. децембра 1896. године, након чега се породица преселила у стан на другом спрату у авенији Снедикер 242 у источном њујоршком насељу Бруклин.

### Младост
Џорџ је рођен 26. септембра 1898. године у стану у Снедикер авенији. Његов извод из матичне књиге рођених га идентификује као Џејкоба Гершвајна, са презименом које се изговара 'Герш-вин' у руској и јидиш имигрантској заједници. Добио је име по свом деди и, супротно америчкој пракси, није имао средње име. Убрзо је постао познат као Џорџ, и променио је правопис свог презимена у „Гершвин“ отприлике у време када је постао професионални музичар; остали чланови породице су следили њихов пример. После Ајре и Џорџа, у породици су рођени још један дечак Артур Гершвин (1900–1981) и девојчица Френсис Гершвин (1906–1999).
Породица је живела у многим различитим резиденцијама, јер је њихов отац мењао станове са сваким новим предузећем у које се укључио. Одрасли су углавном у јидишком позоришном округу. Џорџ и Ајра су често посећивали локална јидишка позоришта, а Џорџ се повремено појављивао на сцени као статиста.
Џорџ је живео дечаштво које није било необично у њујоршким стамбеним зградама, које је укључивало трчање са пријатељима, ролање и лоше понашање на улици. Све до 1908. није марио за музику. Затим, као десетогодишњак, био је заинтригиран када је чуо виолински рецитал свог пријатеља Максија Розенцвајга. Звук и начин на који је свирао његов пријатељ га је очарао. Отприлике у исто време, Џорџови родитељи су купили клавир његовом старијем брату Ајри. Међутим, на изненађење његових родитеља и на Ајрино олакшање, Џорџ је био тај који је провео више времена свирајући је док је наставио да ужива у музици.
Иако је његова млађа сестра Франсис била прва у породици која је зарађивала за живот од свог музичког талента, удала се млада и посветила својим обавезама мајке и домаћице, чиме је онемогућила себи да се озбиљно бави музичким подухватима. Након што је одустала од извођачке каријере, определила се за сликарство као креативни излаз, што је и Џорџу накратко био хоби. Артур Гершвин је следио стазе Џорџа и Ајре, такође је постао композитор песама, мјузикла и кратких клавирских комада током периода од око две године (око 1911) пре него што га је Џек Милер (око 1913), коначно упознао са Чарлсом Хамбицером, пијанистом у Бетовеновом симфонијском оркестру. До његове смрти 1918. године, Хамбицер је остао Гершвинов музички ментор, научио га је конвенционалној клавирској техници, упознао га са музиком европске класичне традиције и подстицао га да присуствује оркестарским концертима.

### Тин Пан алеја и Бродвеј, 1913–1923
Године 1913, Гершвин је напустио школу са 15 година да би радио као „музички демонстратор“ у њујоршкој Тин Пан алеји. Зарађивао је 15 долара недељно радећи за Џероме Х. Ремик и компнију, издавачку фирму са седиштем у Детроиту и филијалом у Њујорку.
Његова прва објављена песма била је „When You Want 'Em, You Can't Get 'Em, When You've Got 'Em, You Don't Want 'Em” 1916. године. Она је 17-годишњаку донела зараду од 50 центи.
Године 1916, Гершвин је почео да ради за Аеолијан компанију и Стандардне музичке ролне у Њујорку, снимајући и аранжирајући. Произвео је десетине, ако не и стотине, ролни под својим и лажним именима (псеудоними који се приписују Гершвину укључују Фред Марта и Берт Вин). Такође је снимио ролне сопствених композиција за Дуо-Арт и Велте-Мигнон репродукцијске клавире. Осим што је снимао клавирске роле, Гершвин је направио кратак продор у водвиљ, пратећи Нору Бејс и Луиз Дресер на клавиру. Његов нови рагтајм из 1917. године, „Rialto Ripples”, био је комерцијални успех.
Године 1919. постигао је свој први велики национални хит песмом „Свони”, са речима Ирвинга Цезара. Ал Џолсон, бродвејска звезда и бивши певач министранта, чуо је Гершвина како изводи песму Свони на журци и одлучио је да је отпева у једној од својих емисија.
Касних 1910-их, Гершвин је упознао текстописца и музичког директора Вилијама Дејлија. Њих двоје су сарађивали на бродвејским мјузиклима Пикадили до Бродвеја (1920) и For Goodness' Sake (1922), и заједно су компоновали музику за Our Nell (1923). Ово је био почетак дугог пријатељства. Дејли је био чест аранжер, оркестратор и диригент Гершвинове музике, а Гершвин му се повремено обраћао за музичке савете.

## Композиција
Оркестарске 
- Rhapsody in Blue за клавир и оркестар (1924)
- Concerto in F за клавир и оркестар (1925)
- An American in Paris за оркестар (1928)
- Dream Sequence/The Melting Pot за хор и оркестар (1931)
- Second Rhapsody за клавир и оркестар (1931), оригинално названа Rhapsody in Rivets
- Cuban Overture за оркестар (1932), оригинално насловљена Rumba
- March from "Strike Up the Band" за оркестар (1934)
- Variations on "I Got Rhythm" за клавир и оркестар (1934)
- Catfish Row за оркестар (1936), свита заснована на музици из Porgy and Bess
- Shall We Dance (1937), филмска партитура дугометражног балета

Соло клавир
- Three Preludes (1926)
- George Gershwin's Song-book (1932), соло клавирске обраде 18 песама

Опере
- Blue Monday (1922), опера са једним чином
- Porgy and Bess (1935) У Колонијалном театру у Бостону[24]

Лондонски мјузикли
- Primrose (1924)

Бродвејски мјузикли
- George White's Scandals (1920–1924), у једном тренутку представљајући оперу са једним чином из 1922. године Плави понедељак
- Lady, Be Good (1924)
- Tip-Toes (1925)
- Tell Me More! (1925)
- Oh, Kay! (1926)
- Strike Up the Band (1927)
- Funny Face (1927)
- Rosalie (1928)
- Treasure Girl (1928)
- Show Girl (1929)
- Girl Crazy (1930)
- Of Thee I Sing (1931)
- Pardon My English (1933)
- Let 'Em Eat Cake (1933)
- My One and Only (1983), оригинални мјузикл из 1983. који користи претходно написане Гершвинове песме
- Crazy for You (1992), ревидирана верзија Луде девојке
- Nice Work If You Can Get It (2012), мјузикл са партитуром Џорџа и Ајре Гершвина
- An American in Paris, мјузикл који се приказивао на Бродвеју од априла 2015. до октобра 2016

Филмови за које је Гершвин писао оригиналне партитуре
- Delicious (1931), рана верзија Друге рапсодије и још једна музичка секвенца коришћена је у овом филму, остале је студио одбио
- Shall We Dance (1937), оригинална оркестарска партитура Гершвина, нема доступних снимака у модерном стереу, неки делове никада нису снимљени (Номинована за Оскар за најбољу оригиналну песму: They Can't Take That Away from Me)
- A Damsel in Distress (1937)
- The Goldwyn Follies (1938), постхумно издана
- The Shocking Miss Pilgrim (1947), користи раније необјављене песме